# Branislav Simić
Branislav Simić (serb. Бранислав Симић. ur. 21 marca 1935 w Gornjej Rogaticy) – zapaśnik, w barwach Jugosławii dwukrotny medalista olimpijski.
Walczył w stylu klasycznym, w kategorii średniej (do 87 kilogramów). Brał udział w trzech igrzyskach (IO 56, IO 64, IO 68), na dwóch zdobywał medale. Triumfował w 1964, był trzeci w 1968. Był srebrnym medalistą mistrzostw świata w 1963; piąty w 1955. Triumfator igrzysk śródziemnomorskich w 1967 roku.